# 안양일번가

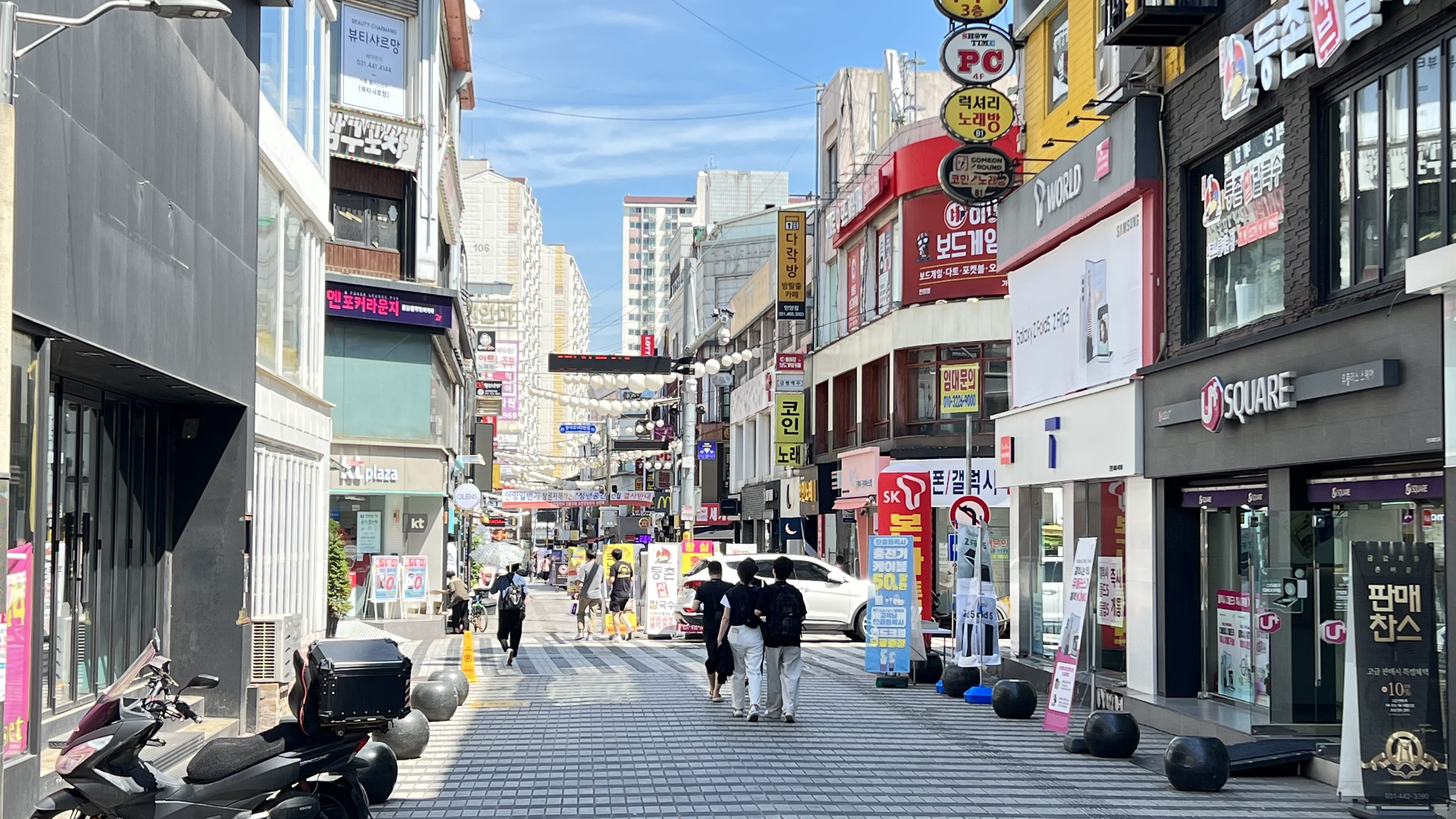

안양일번가(安養一番街)는 경기도 안양시 만안구의 안양역 맞은 편 서쪽에 형성되어 있는 상업지구이다.

## 역사
1905년 경부선이 개통되면서 상권이 형성되기 시작하였다. 경부선 개통 당시 역명은 安陽이었고 이후 일제강점기 어느 시점에 현재의 安養으로 변경되었다. 일부에서는 이를 조선총독부의 의도적인 변경으로 주장하기도 하지만, 당시까지도 인구가 적은 농촌이었던 안양 지역은 조선시대에도 安陽과 安養을 혼용하여 사용하고 있었다. 안양역이 들어 선 곳은 서이면으로 과천군에 속해 있었으나 1914년 시흥군으로 넘어갔으며 이때 서이면사무소를 비롯한 우체국, 소방서 등이 안양역 앞으로 이전하여 행정 중심지역이 되었다. 서이면은 1941년 안양면으로 이름을 바꾸었고 이 명칭이 지금의 안양시까지 이어지고 있다. 안양일번가는 면사무소와 행정 기관을 중심으로 형성된 상권이 시간이 흐르면서 확장된 곳이다.
안양은 일제강점기 후반인 1930년대부터 공업지대로 성장하기 시작하였다. 이후 1970년대까지 안양은 방직산업의 중심지였다. 이로인해 1912년 3,462 명 이었던 안양의 인구는 1940년 1만명을 넘었고 1972년 10만 명을 넘어서며 도시로 성장하여 1973년 시로 승격하였다. 도시화 과정에서 인구가 밀집한 지역은 안양역에서 안양초등학교로 이어지는 구간으로 안양일번가는 역과 주택가 사이에 위치하여 자연스럽게 상업 밀집 지역이 되었다.
1974년 수도권 전철 1호선의 개통으로 안양일번가를 비롯한 안양역 인근은 서울로 출퇴근이 원활한 지역이 되어 인구가 계속하여 늘어났고 이후 많은 유동인구로 강력한 상권을 갖추게 되었다. 당시 안양시청 역시 지금의 안양일번가 내에 자리잡고 있어 이 지역은 여러 모로 안양의 중심지였다.
1979년 안양역전 지하상가를 조성하였고 2004년 보수 정비하여 지금까지 운영되고 있다. 신도시가 세워지면 구도심의 공동화와 상권 위축이 발생하는 일반적인 사례와 달리 안양일번가의 경우 전철역의 유동인구를 바탕으로 상권이 여전히 유지되고 있었다. 21세기에 들어 인근 여러 대학교의 대학생을 비롯한 젊은이들이 주로 찾는 장소가 되어 가수 MC 스나이퍼가 〈안양 1번가〉라는 곡을 발표하기도 하였다. 청년들이 주로 찾아 상권도 각종 의류와 함께 분식을 비롯한 음식점이 발달했다.
그러나 2020년 이후 코로나19 범유행 동안에 방문객이 급감하며 부진을 겪었고 2023년 현재 옛 모습을 완전히 되찾지 못하고 있다.

## 사고
- 2014년 9월 28일 기름 유출 사고가 있었다.[14]

## 대중문화
- 가수 MC 스나이퍼의 〈안양 1번가〉